# Sobór Zaśnięcia Matki Bożej w Kaniowie
Sobór Zaśnięcia Matki Bożej – prawosławny sobór w Kaniowie, w dekanacie kaniowskim eparchii czerkaskiej Ukraińskiego Kościoła Prawosławnego Patriarchatu Moskiewskiego.

## Historia

### Pierwsza cerkiew
Pierwsza cerkiew na miejscu dzisiejszego soboru została poświęcona 9 czerwca 1144 przez księcia Wsiewołoda Swiatosławowicza. Była to kolejna ze znaczących fundacji księcia, obok kijowskiego monasteru św. Cyryla i cerkwi Dwunastu Apostołów w Białogrodzie. W planach fundatora również cerkiew w Kaniowie miała być początkiem monasteru, zorganizowanego na wzór ławry Kijowsko-Pieczerskiej. Rozwój wspólnoty monastycznej zahamował jednak najazd mongolski w 1239, w czasie którego Kaniów został całkowicie zniszczony. Cerkiew św. Jerzego była jedyną ocalałą budowlą w mieście, została jednak poważnie zdewastowana. 

### Odnowienie cerkwi
Dopiero w XVI wieku doszło do renowacji cerkwi, zmiany jej wezwania na Zaśnięcia Matki Bożej i odnowienia życia monastycznego skoncentrowanego wokół niej. Finansowymi dobroczyńcami obiektu stali się równocześnie Kozacy zaporoscy. W 1578 miał w niej miejsce uroczysty pogrzeb kozackiego hetmana i hospodara Mołdawii Jana Podkowy. W 1669 na terenie cerkwi składał śluby zakonne późniejszy prawosławny święty i biskup jarosławski i rostowski Dymitr z Rostowa. W XVII wieku wśród wspierających obiekt byli książę Jeremi Wiśniowiecki, Iwan Wyhowski oraz Bohdan Chmielnicki, który oddał pod kontrolę monasteru przeprawę przez Dniepr.

### Ponowna przebudowa
Cerkiew została całkowicie zniszczona w 1678 w czasie ataku tatarskiego na Kaniów, kiedy zamknęli się w niej ostatni obrońcy miasta. Po tym, gdy kolejne szturmy budynku nie przynosiły efektów, napastnicy spalili cerkiew razem ze wszystkimi znajdującymi się w środku osobami. Po odbudowie cerkiew została przekazana unitom. Z inicjatywy właściciela miasta została przebudowana w stylu klasycystycznym, co zatarło jej pierwotny, staroruski styl. W ręce prawosławnych trafiła ponownie w 1833. W 1861 odbyło się w niej nabożeństwo żałobne w intencji Tarasa Szewczenki przed pochówkiem jego ciała na terenie dzisiejszego Narodowego Rezerwatu Szewczenki w Kaniowie. 

### Zamknięcie i reaktywacja

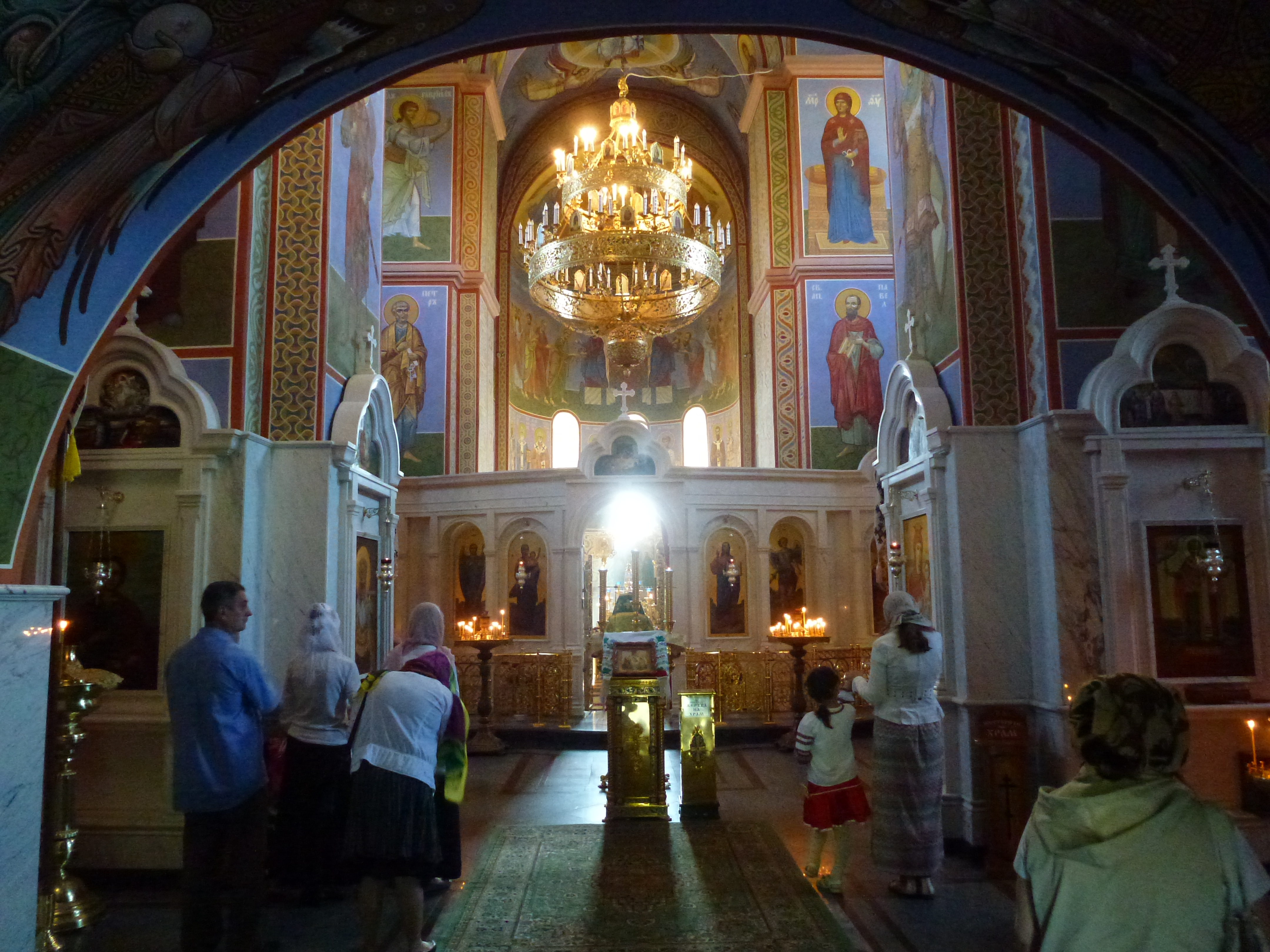
Wnętrze

Cerkiew była czynna do 1935, kiedy władze stalinowskie zamieniły ją na magazyn soli, świadomie doprowadzając do ruiny oryginalny wystrój wnętrz. W latach 1968–1970 dokonano jednak generalnego remontu obiektu, po czym urządzono w nim muzeum sztuki ludowej. W czasie prac w miarę możliwości przywracano staroruski charakter architektury cerkwi. Zwrot budynku prawosławnym nastąpił jednak dopiero w 1991. Muzeum zostało wówczas przeniesione do sąsiadujących z soborem budynków szkoły bazyliańskiej, wzniesionej w okresie, gdy właścicielami budynku byli unici.